# Webera tenella
Webera tenella là một loài Rêu trong họ Bryaceae. Loài này được (Schimp.) Cardot miêu tả khoa học đầu tiên năm 1911.